# Feldbahn im Kamp van Beverloo
| Kamp van Beverloo – Bahnhof der Decauville-Feldbahn. Die Wagen stammen wohl vom britischen War Department. Dach und Sitze wurden nachgerüstet. 1920er Jahre.                      |                     |                                       |                                       |
| |                     |                                       |                                       |
| Schauspieler und Soldaten an einem Feldbahnzug, 1899 |                     |                                       |                                       |
| Streckenverlauf der Hauptstrecke laut einer Karte aus den 1970ern |                     |                                       |                                       |
| Streckenlänge: | 115 km              |                                       |                                       |
| Spurweite: | 600 mm (Schmalspur) |                                       |                                       |
| |                     |                                       |                                       |
| \| \| \| Kamp van Beverloo \| 1879–1940 \| \| \| \| Decauville-Bahnhof \| 1879–1940 \| \| \| \| Leopoldsburg \| 1914–1940 \| \| \| \| Leopoldsburg an der Normalspurstrecke \| \| |                     |                                       |                                       |
| Kopfbahnhof Streckenanfang (Strecke außer Betrieb) |                     | Kamp van Beverloo                     | 1879–1940                             |
| Bahnhof (Strecke außer Betrieb) |                     | Decauville-Bahnhof                    | 1879–1940                             |
| Kopfbahnhof Streckenende (Strecke außer Betrieb) |                     | Leopoldsburg                          | 1914–1940                             |
| Strecke quer · Bahnhof quer · Strecke quer |                     | Leopoldsburg an der Normalspurstrecke | Leopoldsburg an der Normalspurstrecke |

Die Feldbahn im Kamp van Beverloo war eine 115 Kilometer lange Decauville-Militär-Schmalspurbahn im belgischen Kamp van Beverloo bei Beverlo und Leopoldsburg in die Kempen mit einer Spurweite von 600 mm, die 1879–1940 betrieben wurde.

## Streckenverlauf
Das Netzwerk war insgesamt 115 km lang einschließlich der Schienen im alten Camp Beverloo. Sie führten zu den Kasernen aber auch zu Gebäuden außerhalb der Infanterie- und Kavalleriekasernen (Militärbäckerei, Militärschlachterei, Militärhospital usw.) und zum Schießstand, der einige Kilometer außerhalb lag.

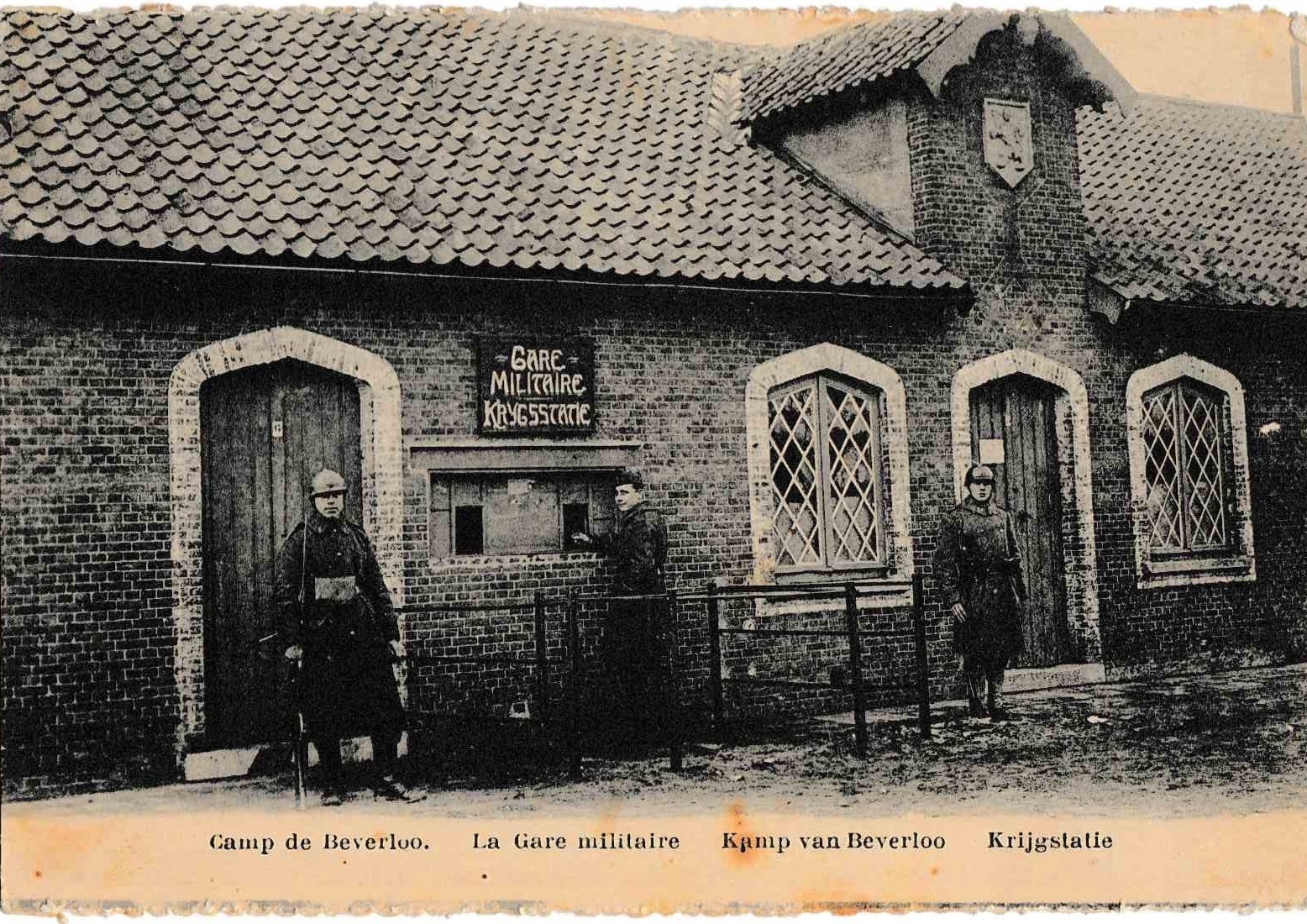
Militärbahnhof
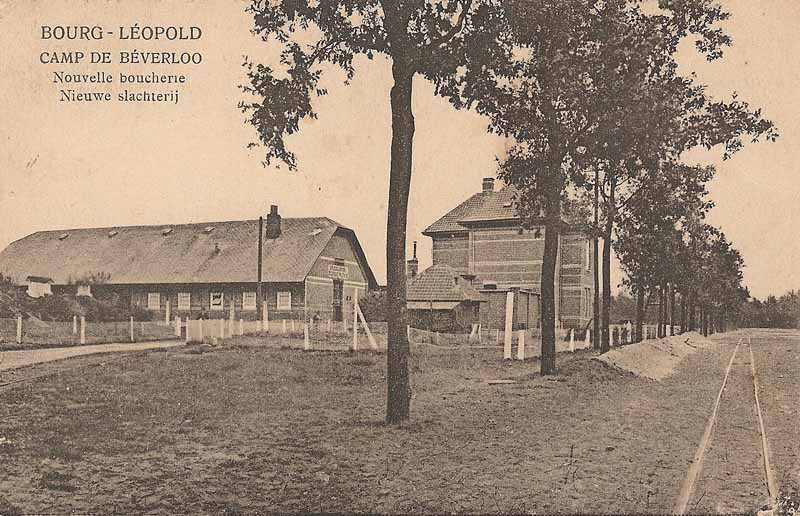
Militärschlachterei
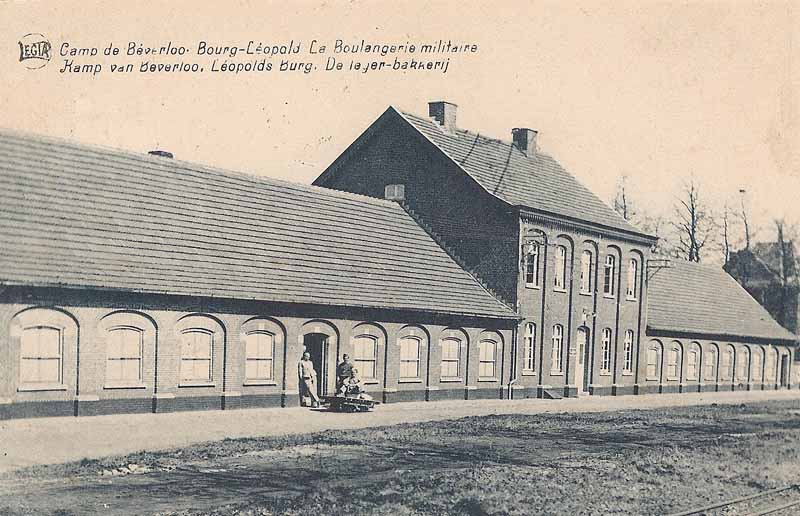
Militärbäckerei

## Geschichte
Der erste Streckenabschnitt wurde 1879 vom Franzosen Paul Decauville verlegt. Er wurde 1914 bis zum Bahnhof Leopoldsburg verlängert.
Am 10. Mai 1940 wurden die Gleise wegen der deutschen Invasion während des Zweiten Weltkrieges abgebaut. Leutnant Jeunehomme von der 3. Kompanie war mit mehreren Männern für die Zerstörung der Eisenbahnverbindung im Lager von Beverlo bei Leopoldsburg verantwortlich.

## Schienenfahrzeuge

### Drehgestellwagen
Anfangs wurden von Pferden gezogene, vierachsige Decauville-Drehgestellwagen eingesetzt.

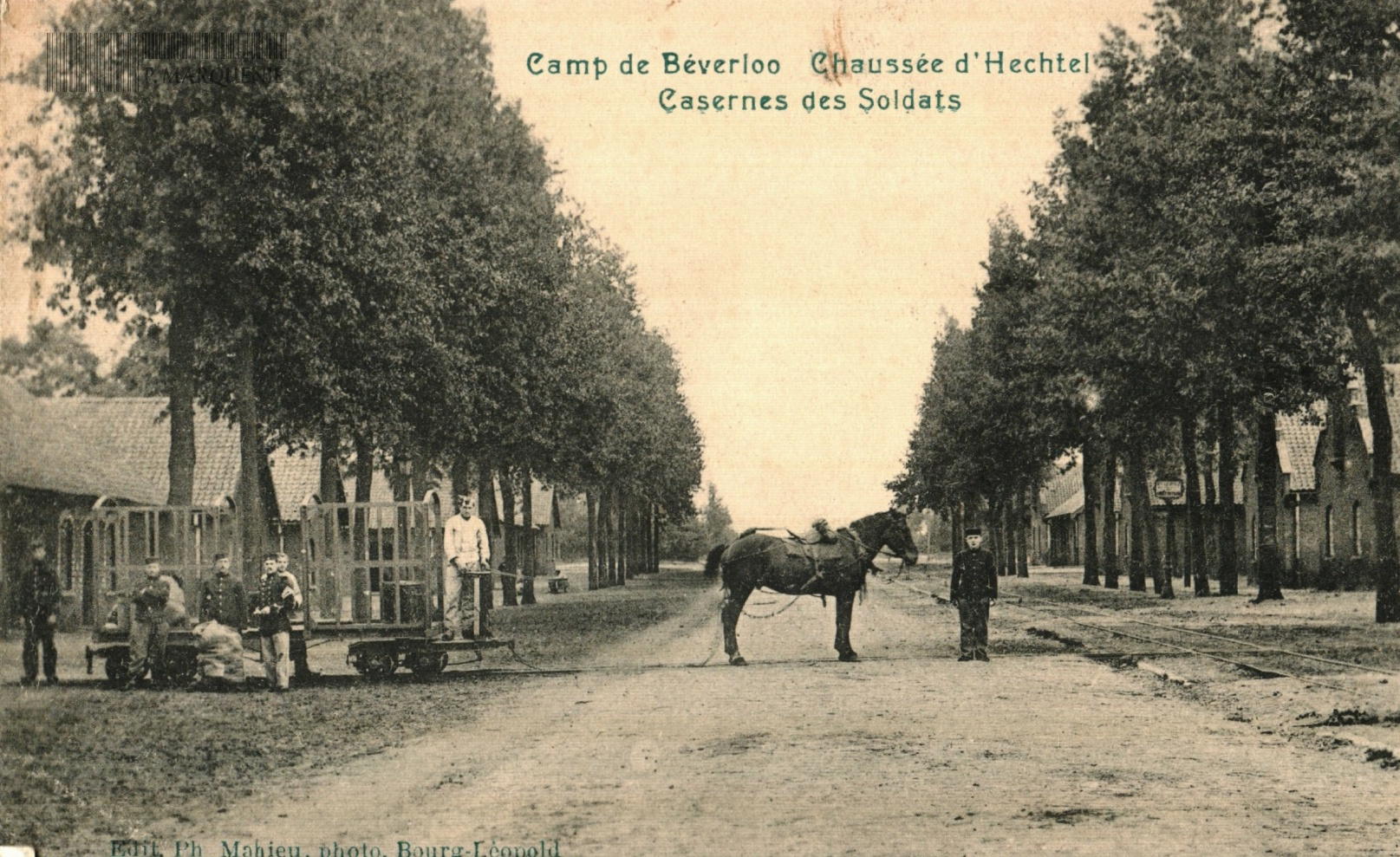
Kasernen
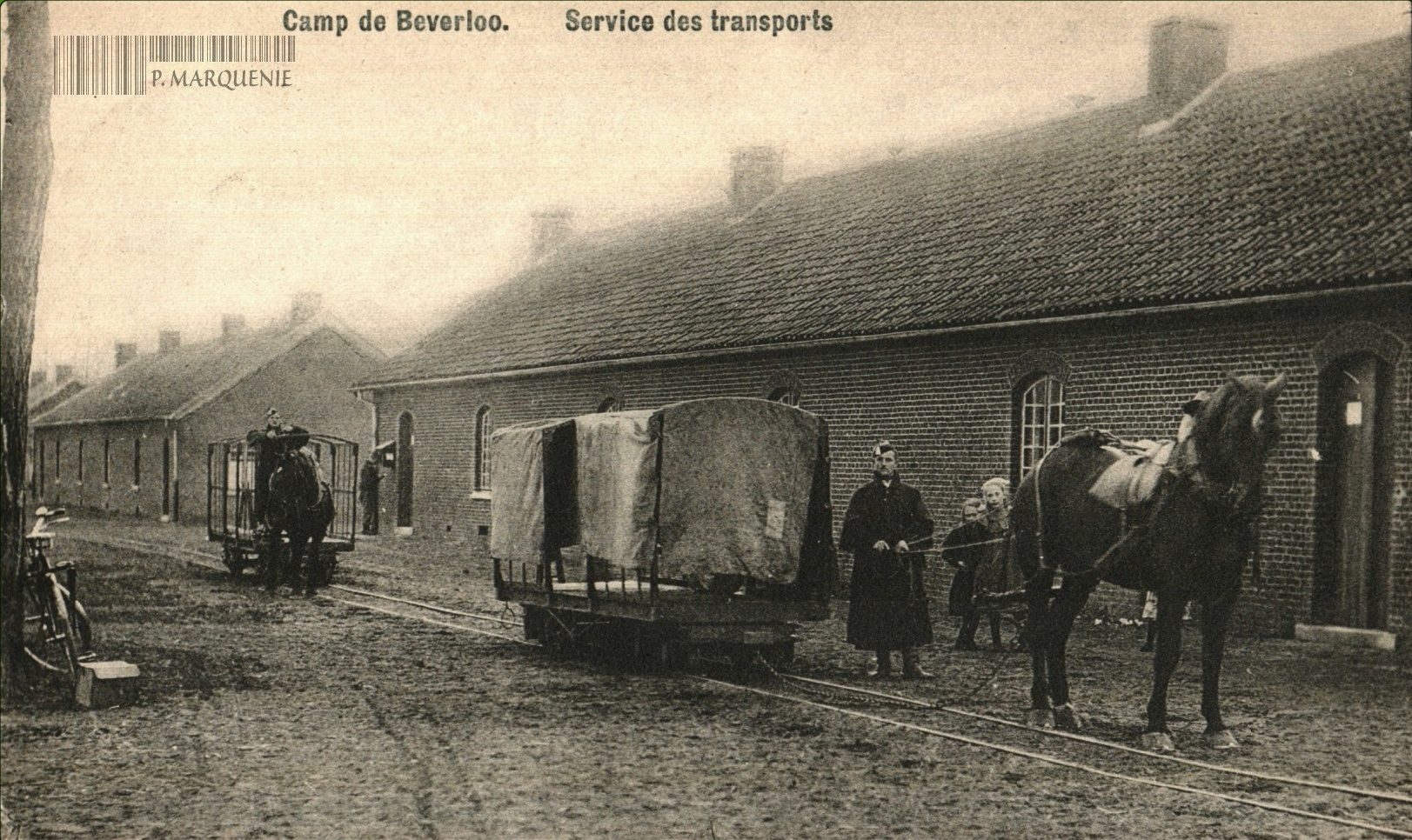
Transportdienstleistung
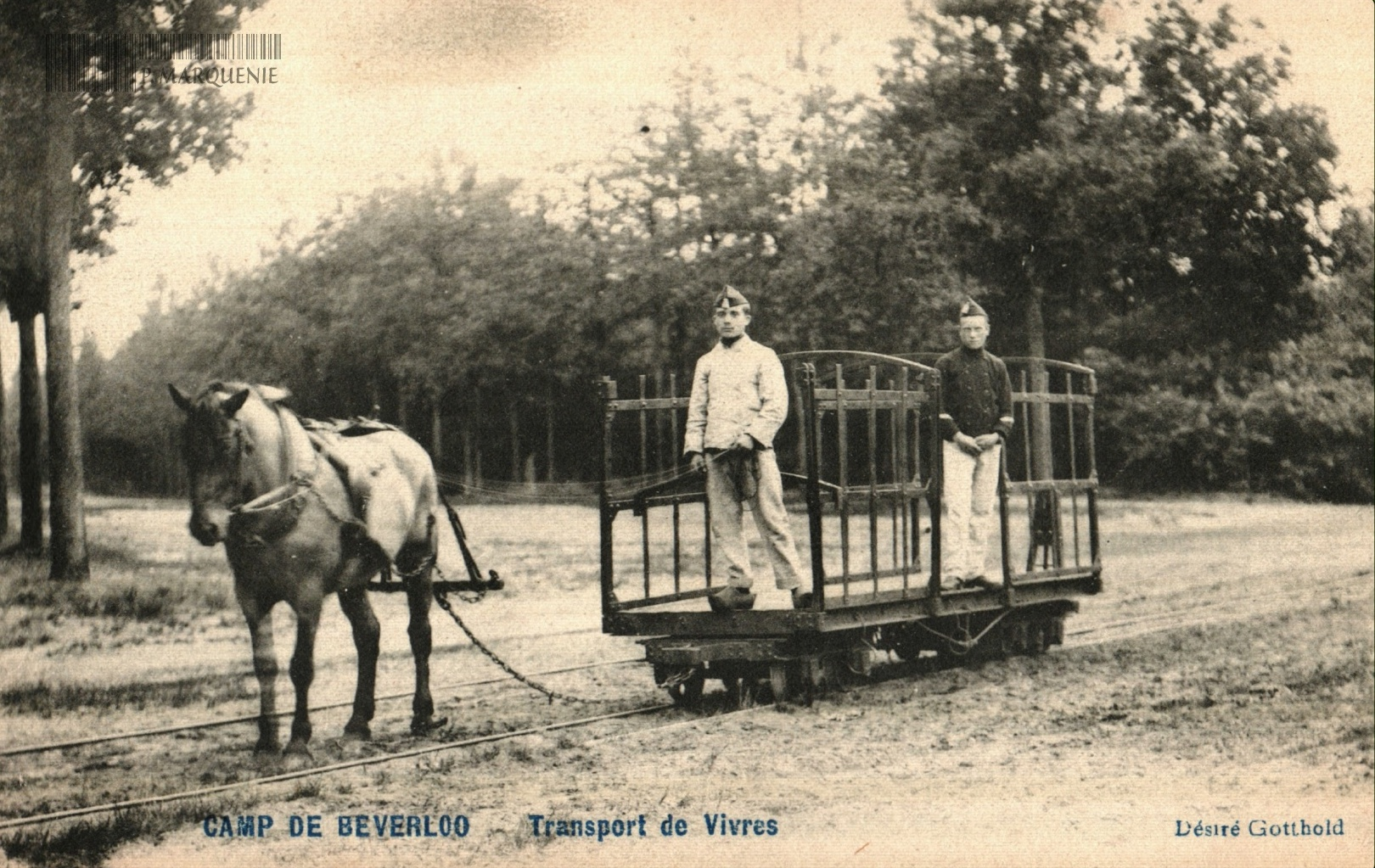
Lebensmitteltransport

### Dampflokomotiven
Später kamen unter anderem von Borsig in Berlin gelieferte vierfachgekuppelte Heeresfeldbahn-Brigadelokomotiven zum Einsatz:
| Name       | Achsfolge | Hersteller | Betreiber | Bild |
| ---------- | --------- | ---------- | --------- | ---- |
| Alice      | 0-4-4-0   | Borsig     |           |      |
| Anna       | 0-4-4-0   | Borsig     | RCF       |      |
| Cecile     | 0-4-4-0   | Borsig     | RCF       |      |
| Christiane | 0-4-4-0   | Borsig     |           |      |
| Denise     | 0-4-4-0   | Borsig     |           |      |
| Elisabeth  | 0-4-4-0   | Borsig     |           |      |
| Gaby       | 0-4-4-0   | Borsig     |           |      |
| Gudrun     | 0-4-4-0   | Borsig     |           |      |
| Henriette  | 0-4-4-0   | Borsig     | RCF       |      |
| Hilde      | 0-4-4-0   | Borsig     |           |      |
| Hortense   | 0-4-4-0   | Borsig     |           |      |
| Juliette   | 0-4-4-0   | Borsig     |           |      |
| Louise     | 0-4-4-0   | Borsig     |           |      |
| Lucienne   | 0-4-4-0   | Borsig     |           |      |
| Madelon    | 0-4-4-0   | Borsig     |           |      |
| Ninette    | 0-4-4-0   | Borsig     |           |      |
| Simonne    | 0-4-4-0   | Borsig     |           |      |
| Yolande    | 0-4-4-0   | Borsig     |           |      |
|            | 0-4-4-0   | Borsig     |           |      |

## Truppentransport

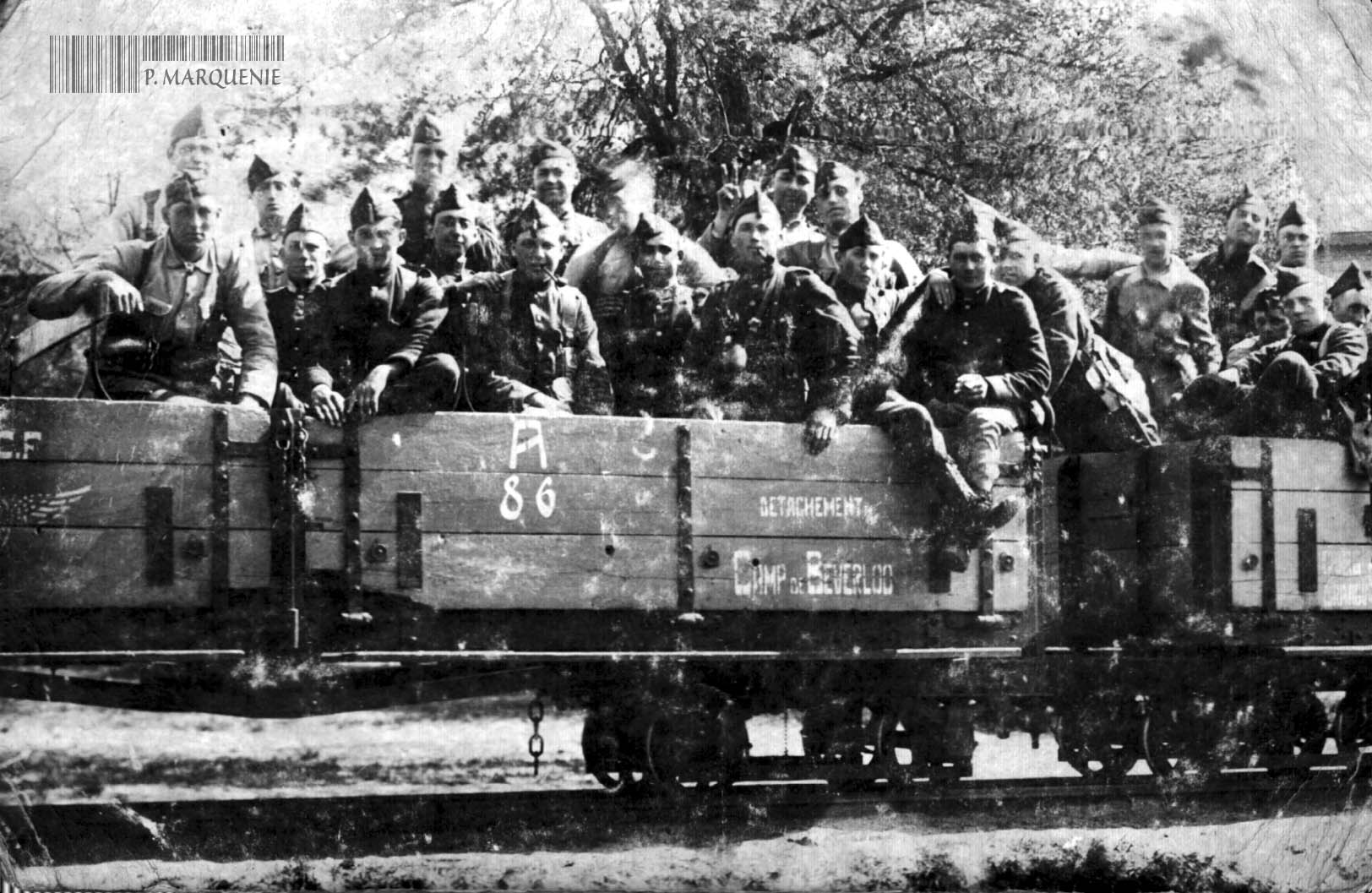
Truppentransport
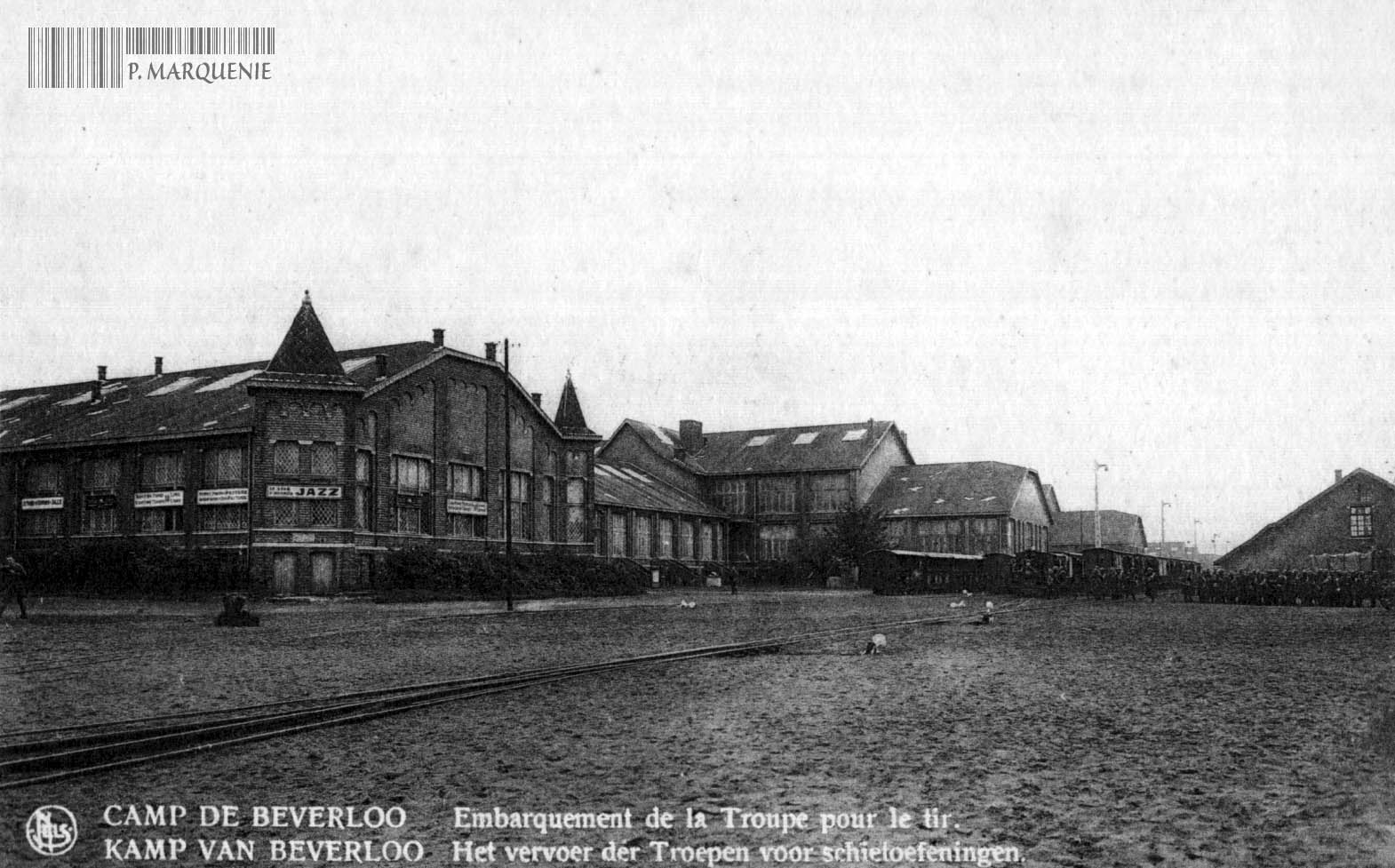
Abfahrt der Truppe
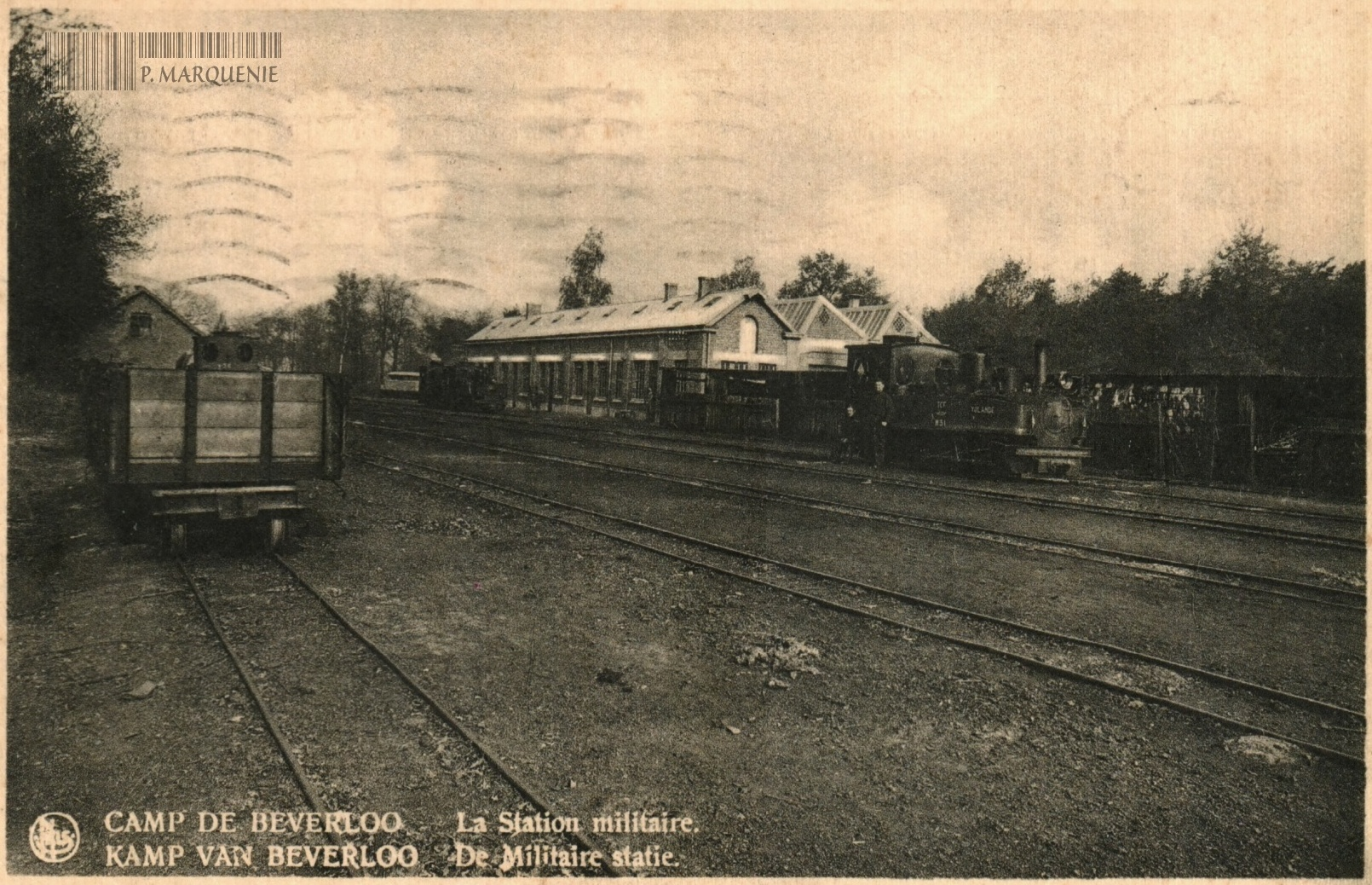
Militärbahnhof
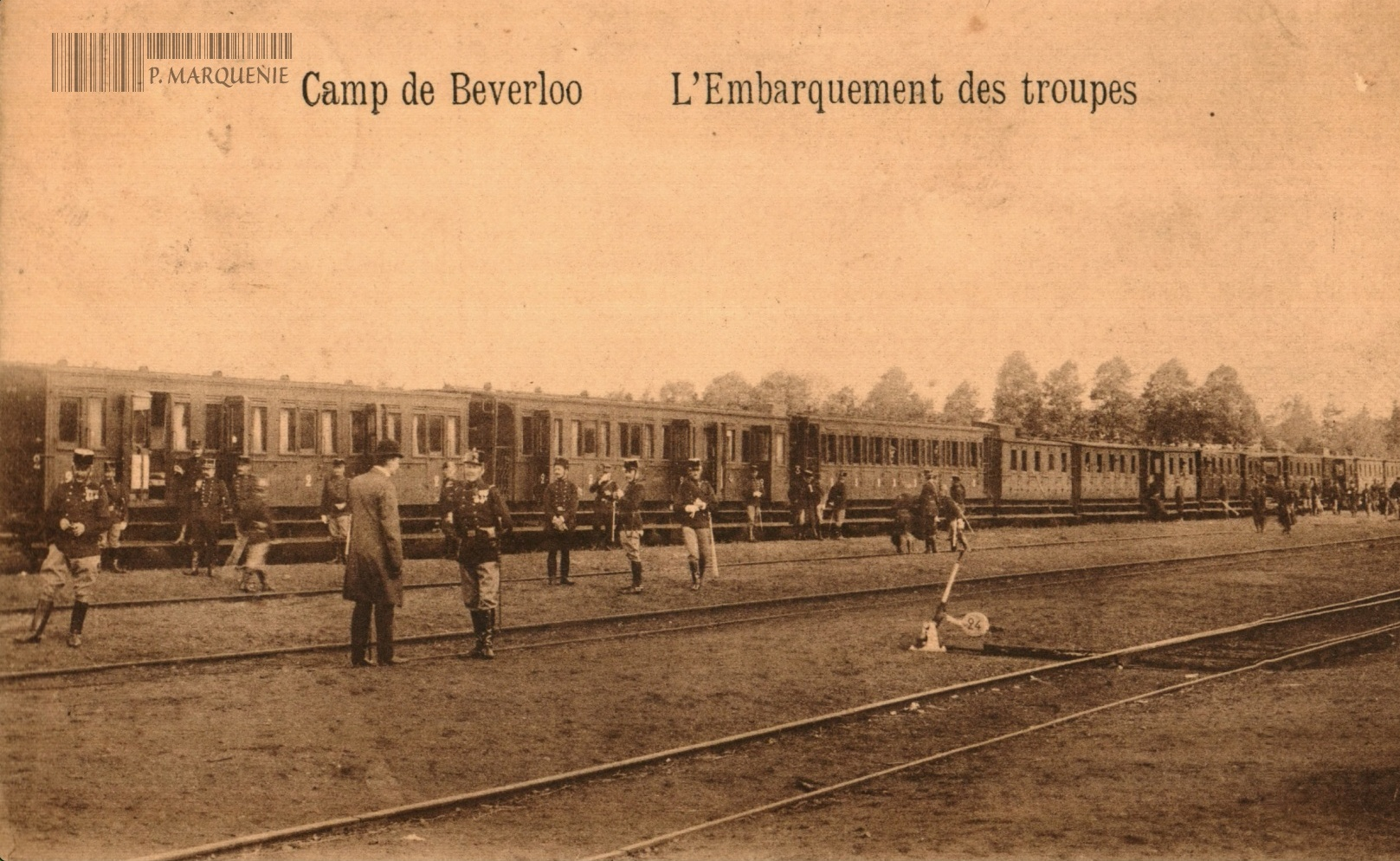
Abfahrt der Truppe
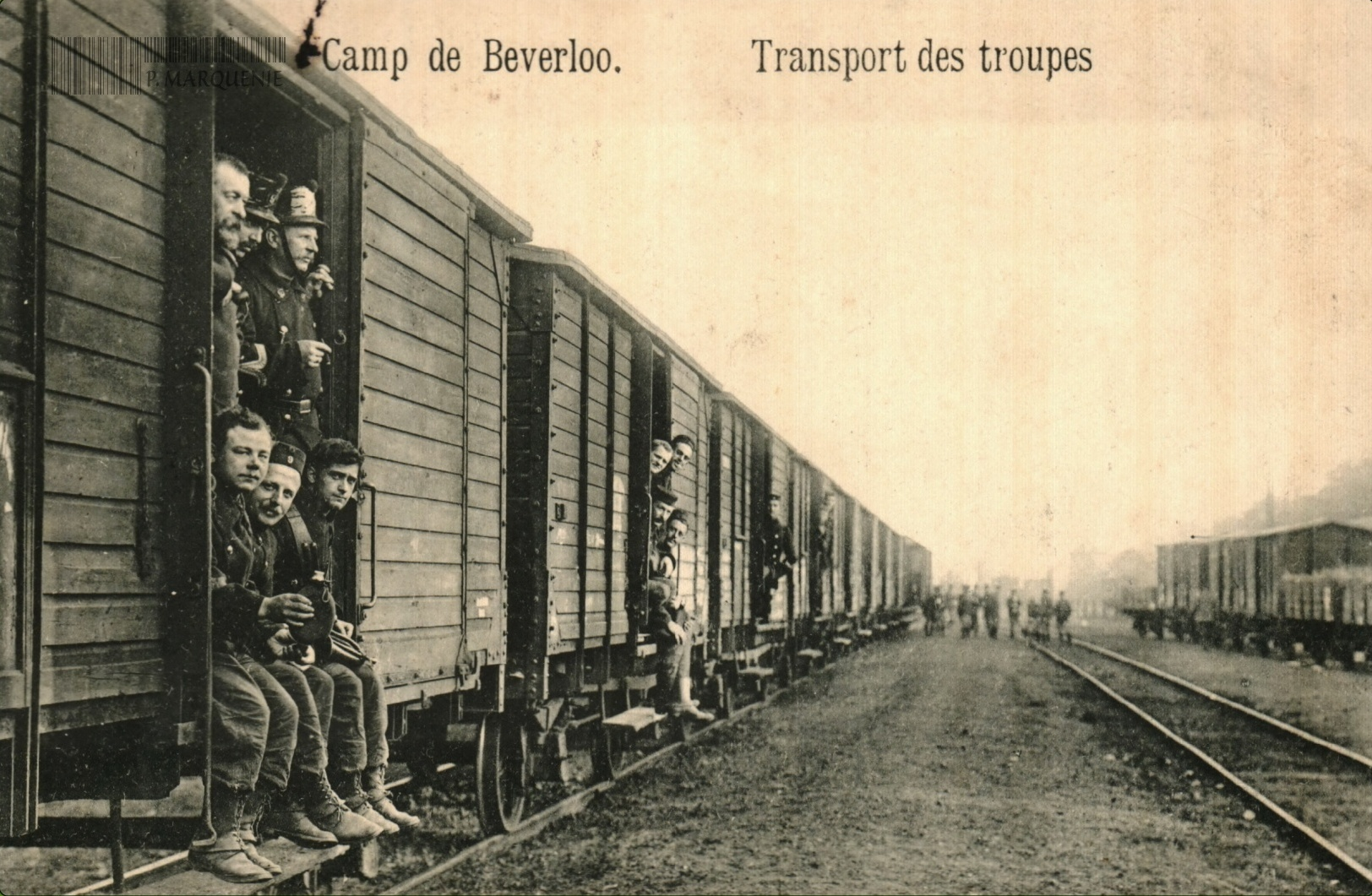
Truppentransport